# نیویورک (ایالت)
نیویورک (به انگلیسی: New York) ایالتی در شمال شرقی ایالات متحده آمریکا است. ایالت نیویورک از نظر وسعت ۲۷امین، از نظر جمعیت چهارمین و از نظر تراکم جمعیت هفتمین ایالت در میان ۵۰ ایالت آمریکا است. نیویورک از جنوب به ایالت‌های نیوجرسی و پنسیلوانیا و از شرق به ایالت‌های کنتیکت، ماساچوست و ورمانت محدود می‌شود. این ایالت از سمت شرقی جزیره لانگ آیلند دارای مرز دریایی با ایالت رود آیلند است. همچنین بخش‌هایی از مرز بین‌المللی میان دو کشور کانادا و ایالات متحده آمریکا مربوط به مرزهای شمالی ایالت نیویورک با ایالت کبک کانادا و از سمت غربی و شمالی آن با ایالت انتاریوی کانادا می‌شود. برای ایجاد تمایز میان شهر نیویورک (پرجمعیت‌ترین شهر و قطب اقتصادی این ایالت) و ایالت نیویورک، اغلب نام ایالت نیویورک را با اصطلاحات "New York State" و "State of New York" به کار می‌برند.
با توجه به برآوردهای اداره آمار آمریکا در سال ۲۰۱۴ جمعیتی نزدیک به ۸/۵ میلیون نفر در شهر نیویورک، پرجمعیت‌ترین شهر در کل آمریکا، زندگی می‌کرده‌اند. در میان شهرهایی که به‌صورت قانونی پذیرنده مهاجران به کشور آمریکا هستند، شهر نیویورک به‌عنوان دروازه اصلی ورود به آمریکا به‌شمار می‌رود و بیشترین میزان مهاجران را در خود جای داده‌است. کلان‌شهر نیویورک یکی از پرجمعیت‌ترین شهرهای جهان از نظر تراکم جمعیت شهری است. همچنین به علت وجود جزیره الیس در خلیج بالای نیویورک و تبدیل شدن این جزیره در طول تاریخ به دروازه ورودی مهاجران به آمریکا، شهر نیویورک دارای شهرت خاصی در میان سایر شهرهای آمریکا است. از منظری دیگر، شهر نیویورک، شهری جهانی به‌شمار می‌رود؛ به این معنا که نقشی تأثیرگذار در مسائل اقتصادی، مالی، رسانه‌ای، هنری، مد، تحقیق و پژوهش، فناوری، آموزشی و تفریحی دارد. با قرارگیری مقر سازمان ملل متحد در شهر نیویورک، این شهر بدل به یکی از مهم‌ترین مراکز سیاسی در سطح جهانی شده‌است و در کنار چرخش بالای مالی و اقتصاد قوی این شهر، از آن به عنوان پایتخت فرهنگی و مالی دنیا نیز یاد می‌کنند. حدود دو سوم از جمعیت کل ایالت نیویورک در شهر نیویورک سکونت دارد و حدود ۴۰ درصد از این جمعیت در منطقه لانگ آیلند زندگی می‌کند. در قرن هفدهم شهر و ایالت نیویورک هر دو با عنوان دوک یورک (لقب دومین پسر پادشاه یا ملکه انگلستان) نامیده شدند. از دیگر شهرهای پرجمعیت ایالت نیویورک می‌توان به بوفالو، روچستر، یانکرز و سیراکیوز اشاره کرد. لازم است ذکر شود که در میان تمامی شهرهای نام برده شده، پایتخت ایالت نیویورک شهر آلبانی است.
نیویورک جزو ۱۰ گران ترین شهر های جهان برای زندگی و سفر است.

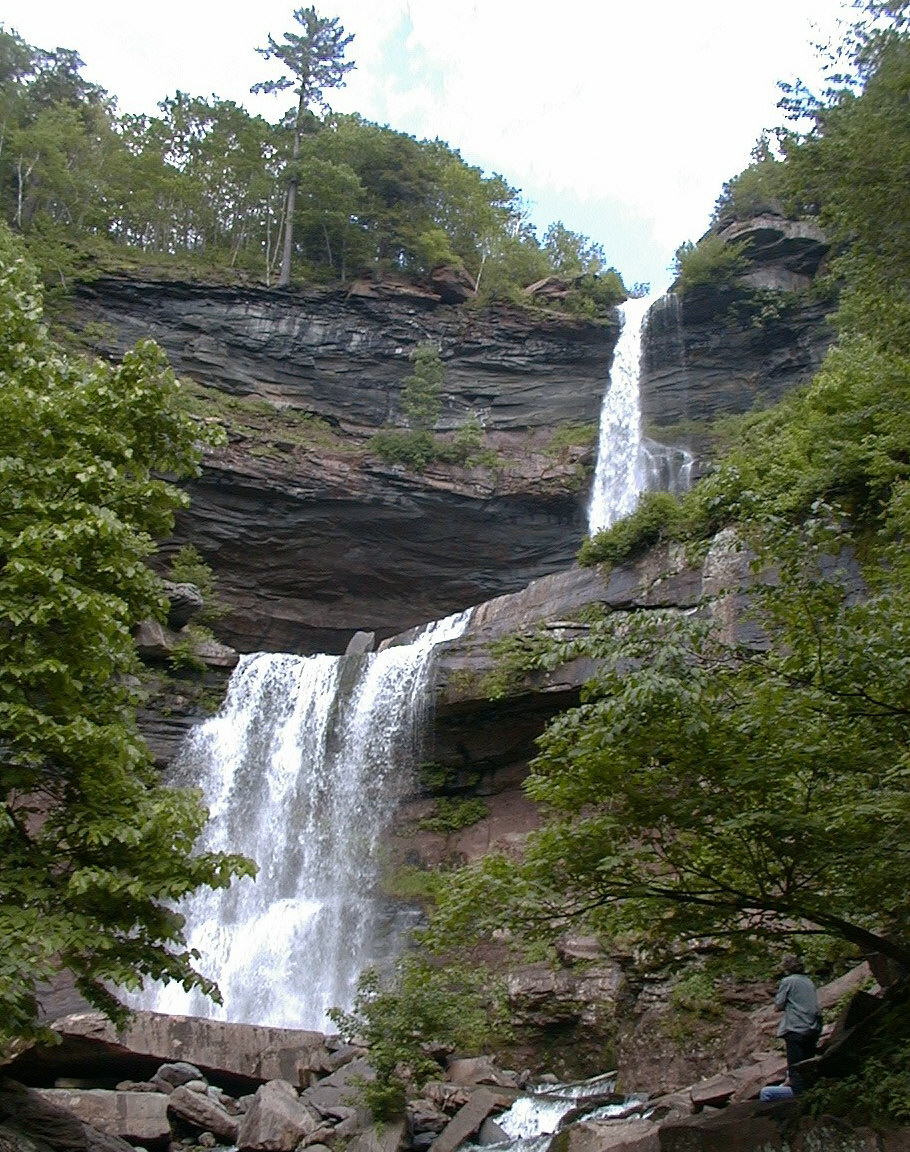
مرتفع‌ترین آبشار این ایالت با ارتفاع ۷۸ متر در کوه‌های کت اسکیل قرار دارد.

## اقتصاد

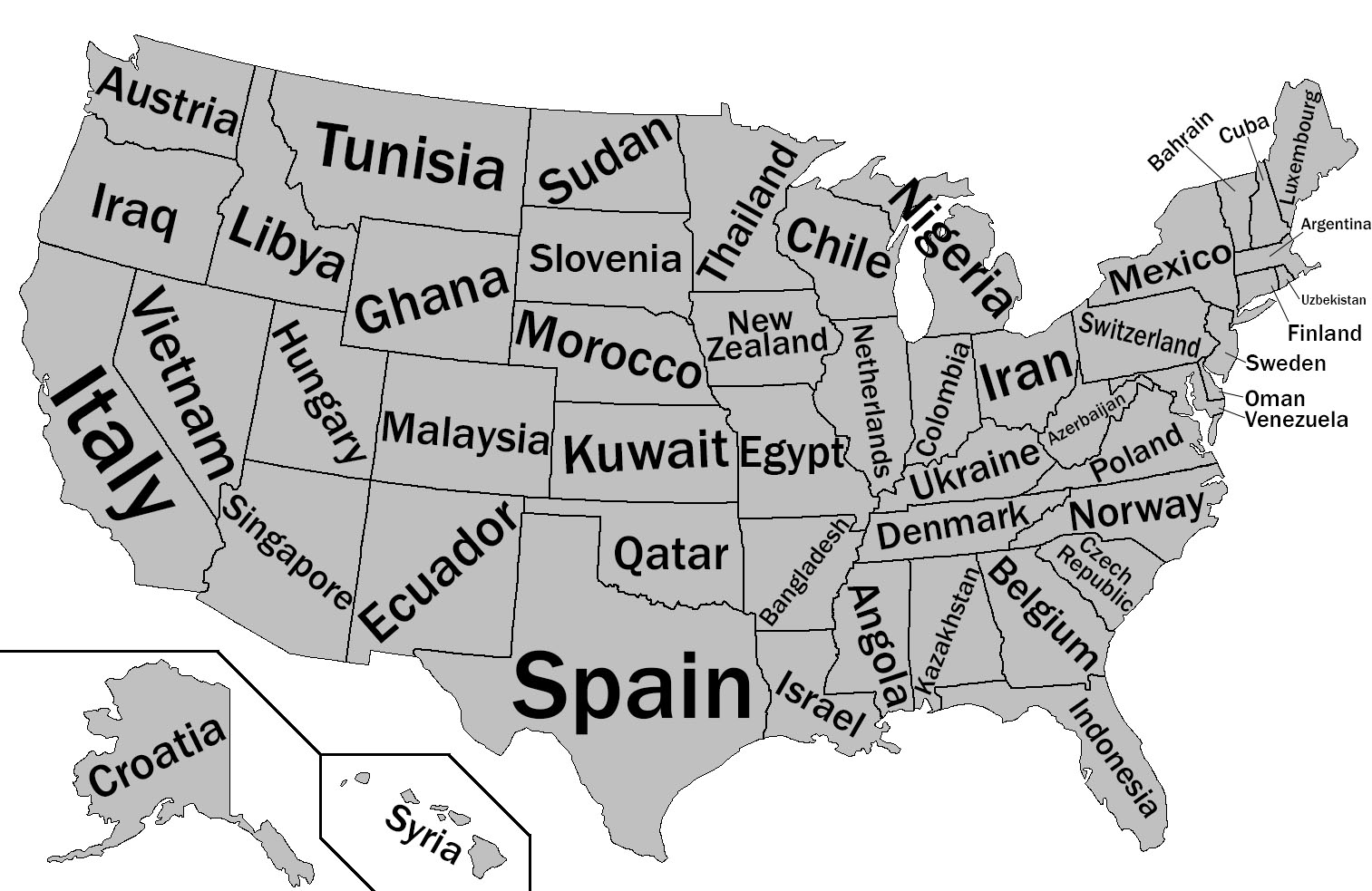
مقایسهٔ تولید ناخالص داخلی ایالت‌های آمریکا با کشورهای دیگر در سال ۲۰۱۲. ایالت نیویورک در این سال تولید ناخالصی اش نزدیک به کشور مکزیک بوده‌است.

در سال ۲۰۱۲، این ایالت تولید ناخالص داخلی برابر با ۱٬۱۵۷٬۹۶۹ میلیارد دلار داشت، که نزدیک به تولید ناخالص داخلی کشور مکزیک (۱٬۱۷۸٬۱۲۶ میلیارد دلار) بود.

## مراکز علمی و فرهنگی مشهور ایالت نیویورک

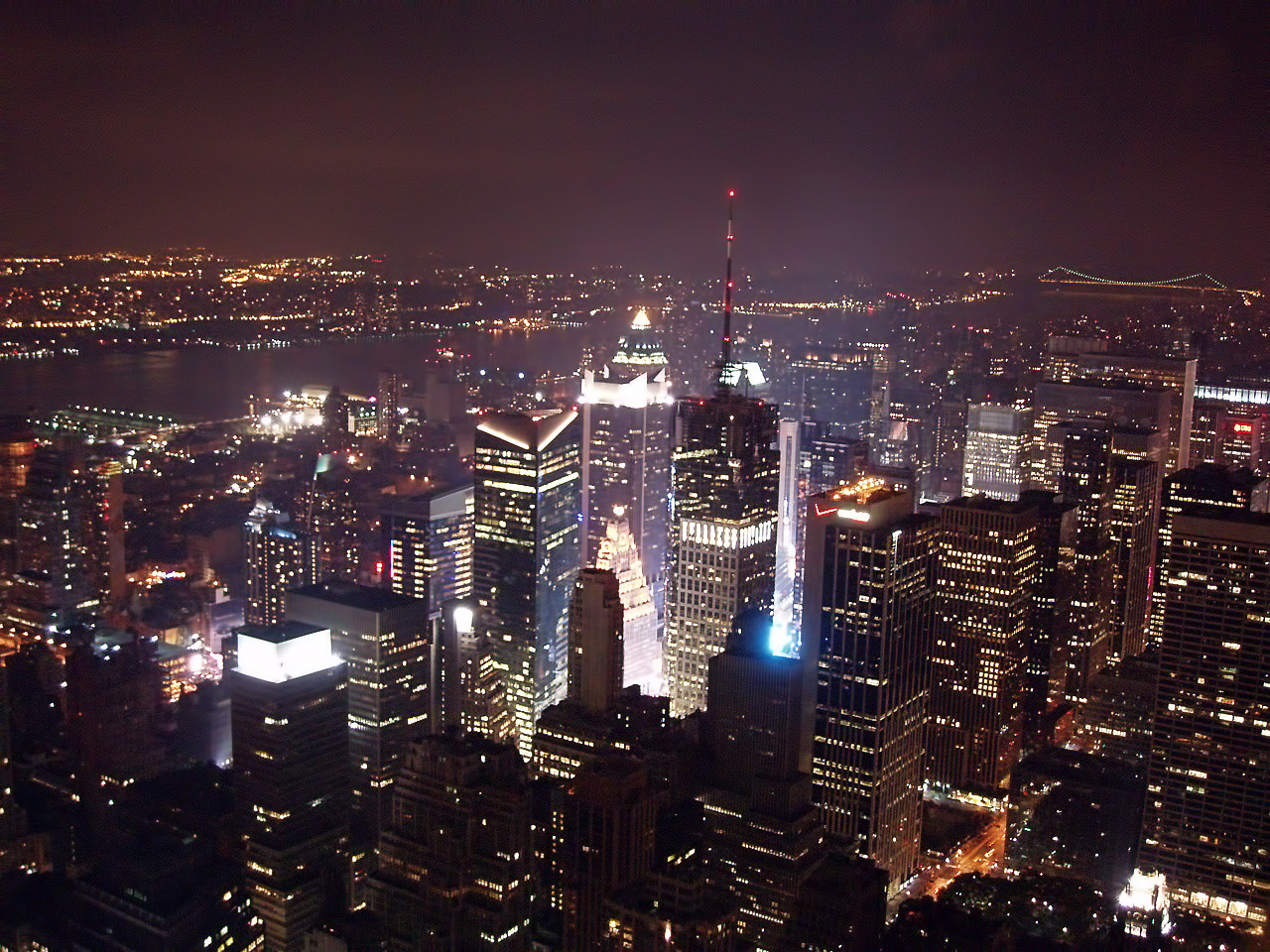
ابرشهر نیویورک در ایالت نیویورک قرار دارد.

موزه و کتابخانه ریاست جمهوری فرنکلین روزولت نیز در این ایالت قرار دارد.

## مشاهیر
از افراد مشهور این سرزمین می‌توان جنیفر کانلی، آیلین کالینز، جان پتروچی، استیو وای، لورا برانیگن، آرتور میلر، هوارد فاست، هوارد زین، گور ویدال، کریم عبدالجبار، باد پاول، هامفری بوگارت، تام کروز، فرانکلین روزولت، جرج گرشوین، النور روزولت، سانی رالینز، فتس والر، جری مالیگن، ایزاک آسیموف، لری کینگ، و جورج تنت را نام برد.

## نگارخانه

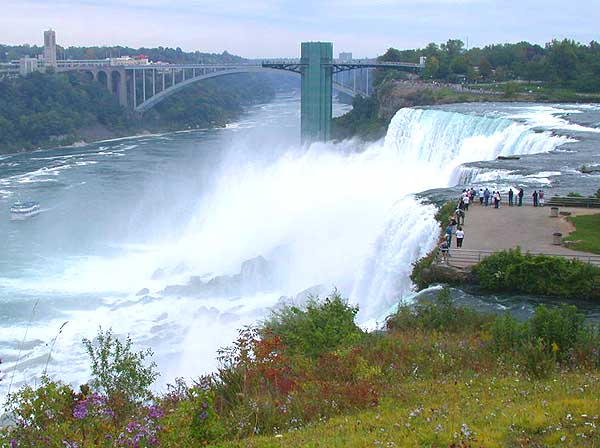
آبشار نیاگارا در شمال غرب این ایالت در مرز کانادا قرار دارد.
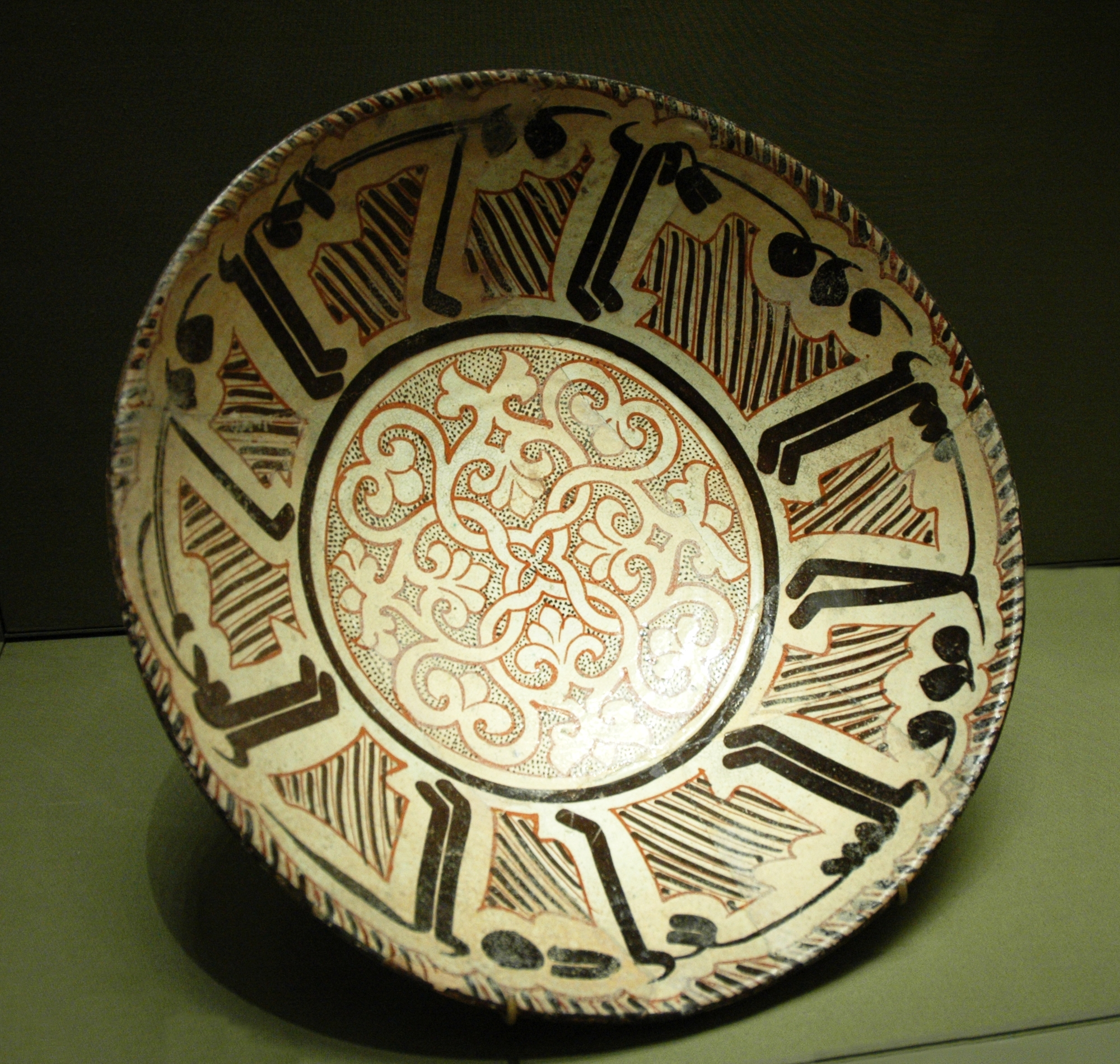
کاسه با نقوش و خط کوفی. قرن ۱۰-۱۱ میلادی از نیشابور. متعلق به موزه متروپولیتن در شهر نیویورک.
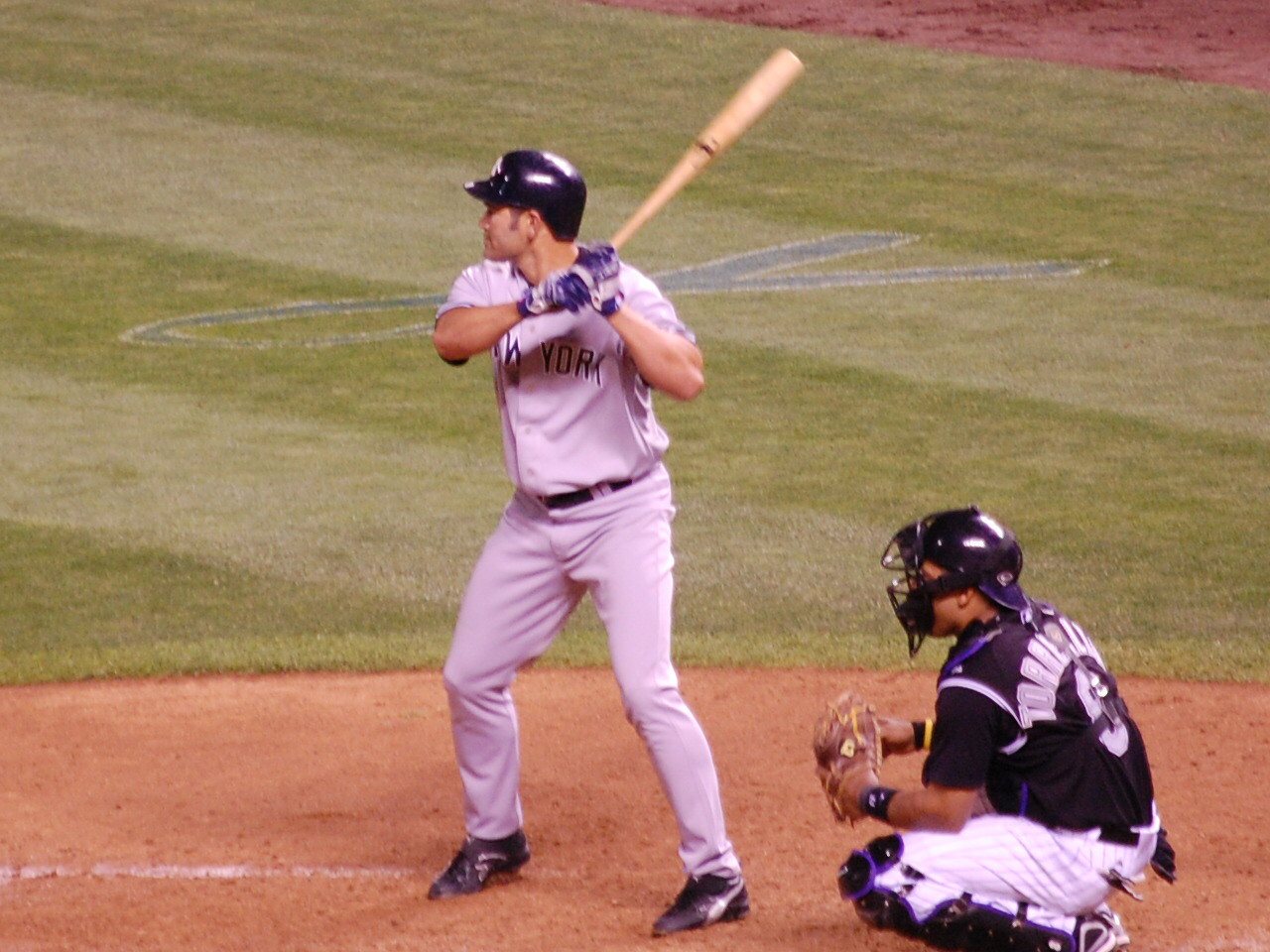
تیم بیسبال نیویورک یانکیز از محبوب‌ترین تیم‌های بیسبال آمریکا است.